# Гражданская оборона

Международная эмблема гражданской обороны

Гражданская оборона — система мероприятий по подготовке к защите и по защите населения, материальных и культурных ценностей на территории государства от опасностей, возникающих при военных конфликтах или вследствие этих конфликтов, а также при чрезвычайных ситуациях природного и техногенного характера.

## Основные направления
Основными направлениями в области гражданской обороны являются:
- подготовка населения в области гражданской обороны;
- оповещение населения об опасностях, возникающих при военных конфликтах или вследствие этих конфликтов, а также при чрезвычайных ситуациях природного и техногенного характера;
- эвакуация населения, материальных и культурных ценностей в безопасные районы;
- предоставление населению средств индивидуальной и коллективной защиты;
- проведение мероприятий по световой маскировке и другим видам маскировки;
- проведение аварийно-спасательных и других неотложных работ в случае возникновения опасностей для населения при военных конфликтах или вследствие этих конфликтов, а также при чрезвычайных ситуациях природного и техногенного характера;
- первоочередное жизнеобеспечение населения, пострадавшего при военных конфликтах или вследствие этих конфликтов, а также при чрезвычайных ситуациях природного и техногенного характера;
- борьба с пожарами, возникшими при военных конфликтах или вследствие этих конфликтов;
- обнаружение и обозначение районов, подвергшихся радиоактивному, химическому, биологическому или иному заражению;
- санитарная обработка населения, обеззараживание зданий и сооружений, специальная обработка техники и территорий;
- восстановление и поддержание порядка в районах, пострадавших при военных конфликтах или вследствие этих конфликтов, а также при чрезвычайных ситуациях природного и техногенного характера;
- срочное восстановление функционирования необходимых коммунальных служб в военное время;
- срочное захоронение трупов в военное время;
- обеспечение устойчивости функционирования организаций, необходимых для выживания населения при военных конфликтах или вследствие этих конфликтов, а также при чрезвычайных ситуациях природного и техногенного характера;

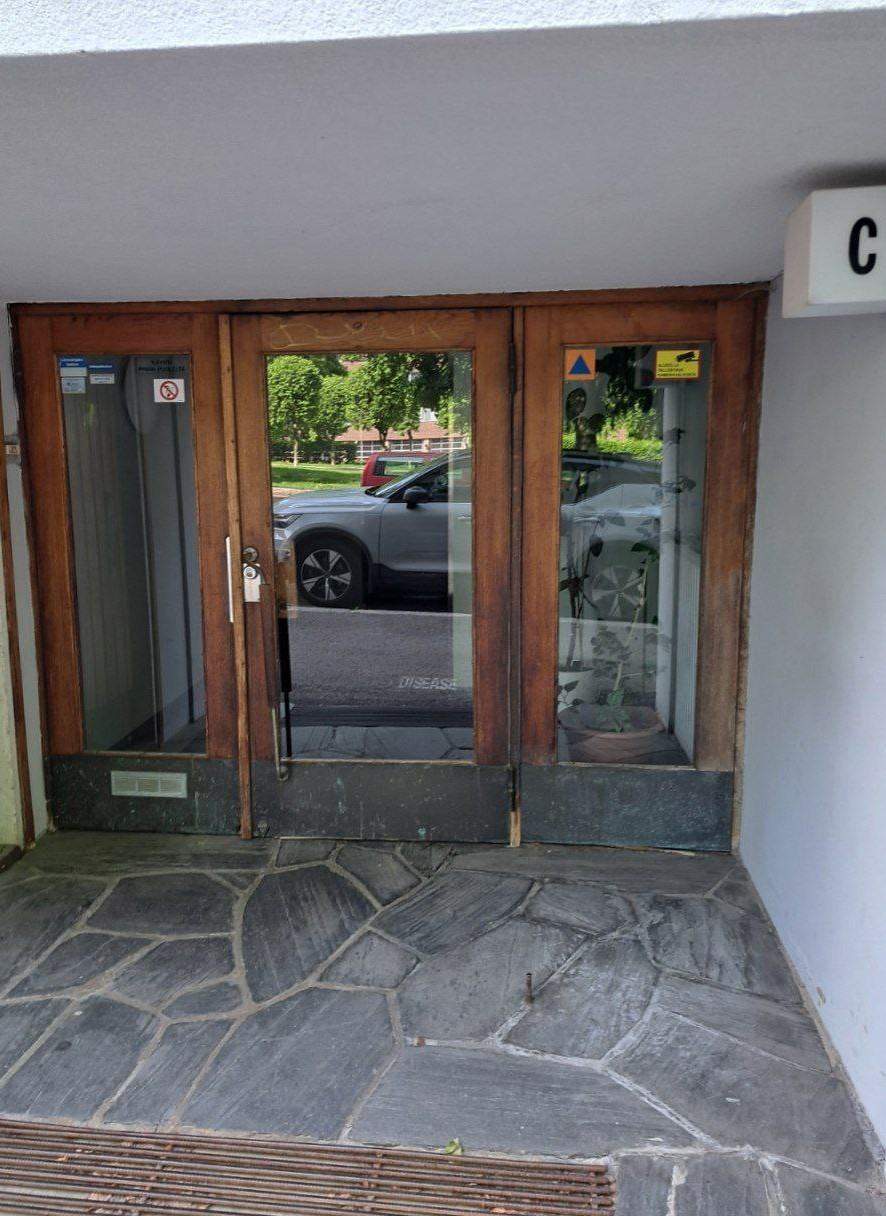
Знак гражданской обороны обозначающий бомбоубежище на двери парадной двери жилого дома в Хельсинки

- Знак гражданской обороны обозначающий бомбоубежище на двери парадной двери жилого дома в Хельсинки обеспечение постоянной готовности сил и средств гражданской обороны.

## Комплекс мероприятий для защиты населения и экономики

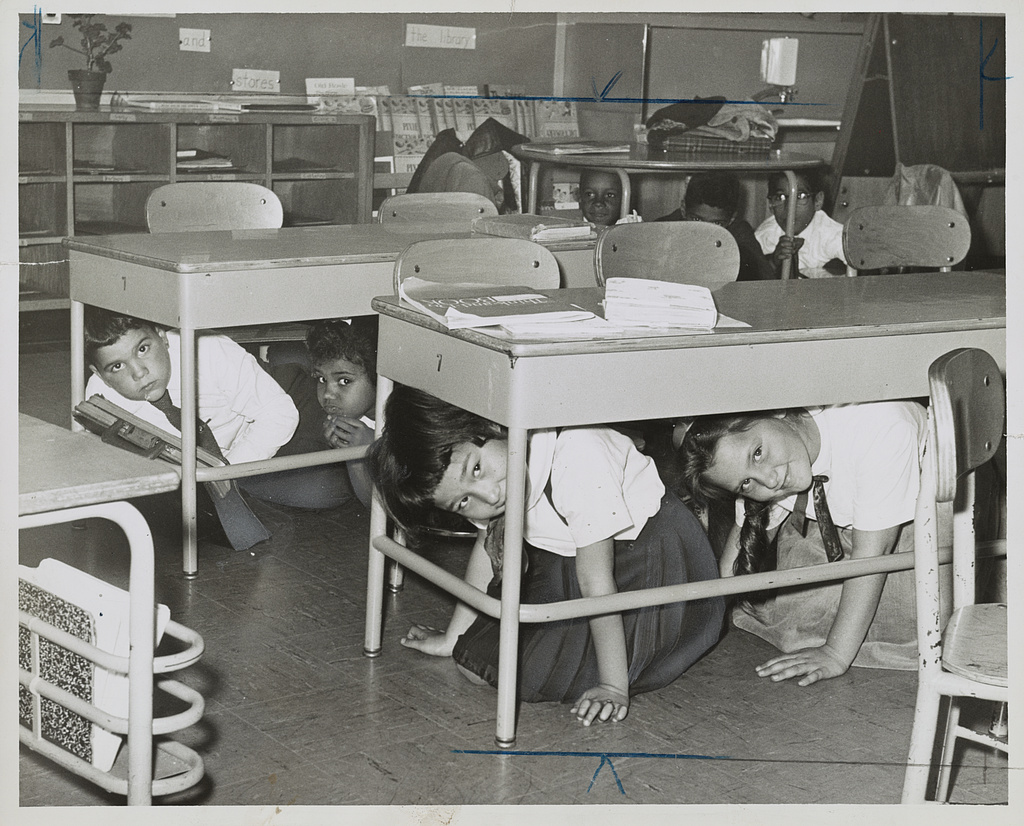
Тренировка по гражданской обороне в школе в Бруклине, 1962 год

Основные мероприятия, проводимые для защиты населения и объектов экономики страны:
- своевременное оповещение населения об угрозе нападения противника, применения им оружия массового поражения, опасных технологических авариях, стихийных бедствий, информирование о порядке действий в чрезвычайной ситуации;
- укрытие населения в защитных сооружениях;
- использование средств индивидуальной защиты;
- эвакуация, рассредоточение, а также переброс населения в безопасные районы;
- защита продовольствия, сооружений на системах водоснабжения и водозаборов, сельскохозяйственных животных, фуража и т. д. от заражения радиоактивными и сильнодействующими ядовитыми веществами и биологическими средствами;
- обучение населения способам защиты в чрезвычайных ситуациях.
- защита населения на всей территории страны;
- дифференцированная защита населения с учётом экономических, природных и иных характеристик, особенностей территории и степени реальной опасности возникновения чрезвычайной ситуации;
- заблаговременное планирование и проведение защитных мероприятий;
- необходимая достаточность и максимально возможное использование сил и средств при определении объёма и содержания мероприятий по защите населения.

## Принципы организации и ведения гражданской обороны
- Подготовка государства к ведению Гражданской обороны осуществляется заблаговременно в мирное время с учётом развития вооружения, техники, средств защиты населения;
- Ведение Гражданской обороны начинается с момента объявления состояния войны, фактического начала военных действий, либо введения президентом военного положения.

## Система гражданской обороны
Систему гражданской обороны составляют:
- органы повседневного управления по обеспечению защиты населения;
- силы и средства, предназначенные для выполнения задач гражданской обороны;
- фонды и резервы финансовых, медицинских и материально-технических средств, предусмотренных на случай чрезвычайной ситуации;
- системы связи, оповещения, управления и информационного обеспечения.

Гражданская оборона организуется как по территориальному, так и по производственному принципам. Основным звеном системы гражданской обороны является объект экономики (предприятие, завод, вуз и т. д.).
Руководителем гражданской обороны объекта является руководитель предприятия (а руководителем гражданской обороны административно-территориальной единицы — глава исполнительной власти). Руководители гражданской обороны несут персональную ответственность (уголовную и административную) за организацию и осуществление мероприятий по гражданской обороне на соответствующих предприятиях и территориях.

## В Союзе ССР и Российской Федерации
Система гражданской обороны в Союзе ССР ведёт отсчёт от 4 октября 1932 года, когда была образована местная противовоздушная оборона (МПВО) как составная часть системы ПВО страны. МПВО представляла собой систему мероприятий, проводимых с местными органами власти в целях защиты населения и объектов экономики от нападения противника с воздуха, ликвидации последствий его ударов, создания нормальных условий для работы промышленных предприятий, электростанций, транспорта и другого.
В 1940 году в качестве Главного управления МПВО была включена в систему НКВД-МВД СССР.
В 1961 МПВО была реорганизована в Гражданскую оборону (ГО) СССР, была введена должность начальника ГО. В 1971 году руководство ГО было возложено на Министерство обороны СССР, повседневное руководство на начальника ГО — заместителя министра обороны СССР (начальник войск ГО).

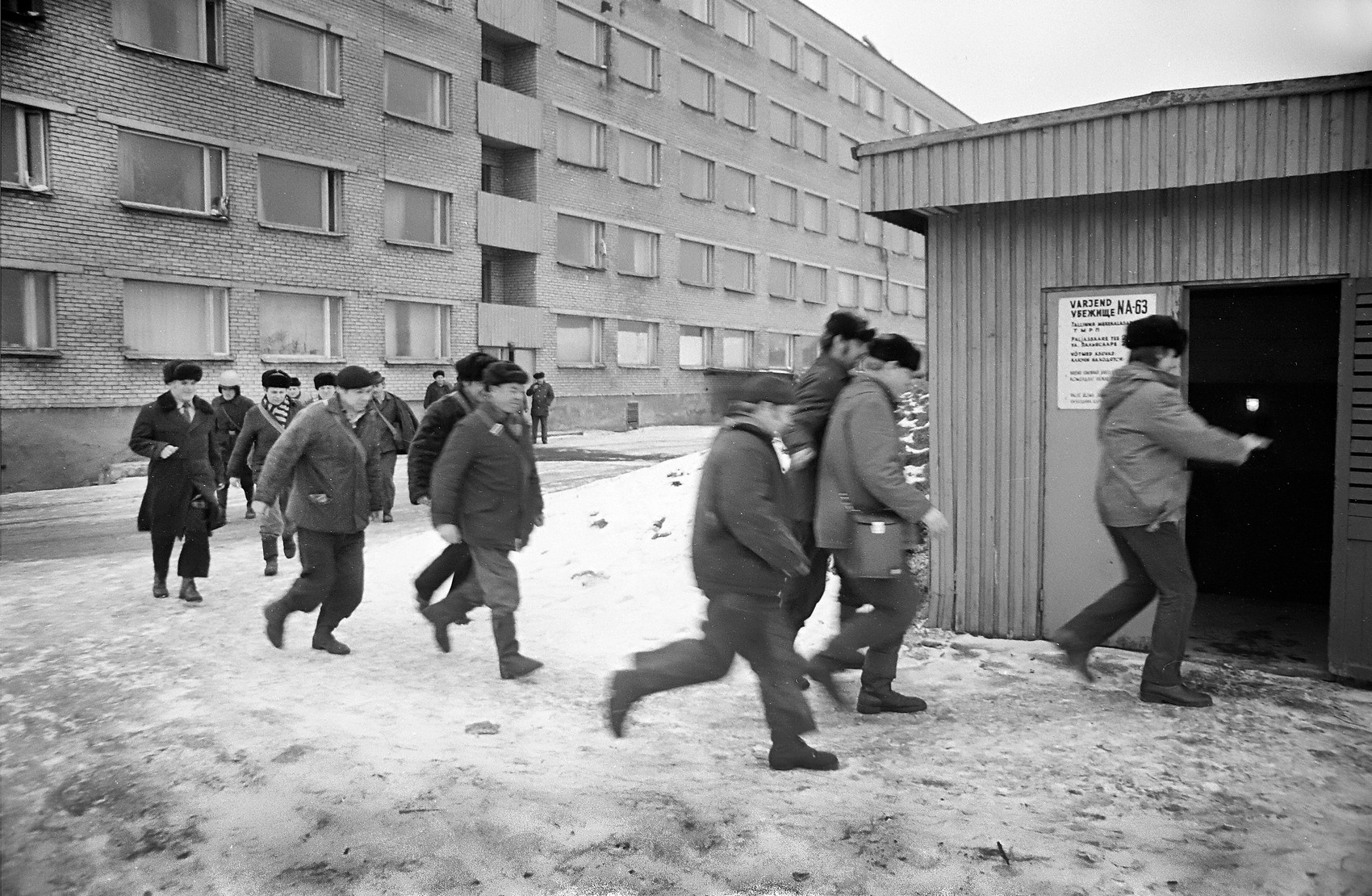
Учения по гражданской обороне в Таллине, 1984 год

Ответственность за ГО на местах возлагалась на Советы Министров республик, исполкомы Советов народных депутатов, министерства, ведомства, организации и предприятия, руководители которых являлись начальниками гражданской обороны. При них были созданы штабы ГО и различные службы.
Также важной организацией в системе гражданской обороны являлся ДОСААФ. ДОСААФ проводил обучение молодёжи по стрельбе, плаванию, вождению автомобиля, парашютизму, пилотированию самолётов и радио коммуникации.
В 1991 году система ГО была включена в состав Государственного комитета Российской Федерации по делам гражданской обороны, чрезвычайным ситуациям и ликвидации последствий стихийных бедствий (с 1994 — МЧС России).
В России 4 октября отмечается День войск гражданской обороны.

### Войска гражданской обороны

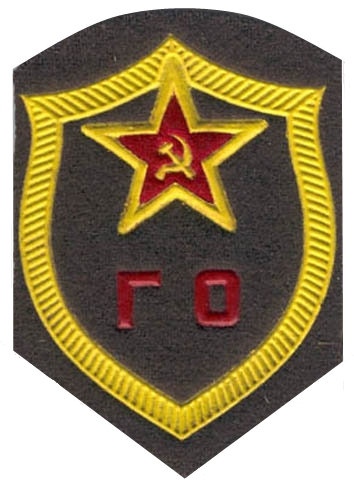
Нагрудный пришивной знак подразделений ГО предприятий (СССР).

В 1970-е годы были созданы новые виды формирований ГО повышенной готовности — сводные отряды и команды механизации работ. Позже войска гражданской обороны в своём составе имели полки ГО (размещённые в крупных городах СССР), а также Московское военное училище гражданской обороны (город Балашиха).
С 1991 года войска гражданской обороны в России находятся в подчинении ГКЧС России (затем — МЧС России).
На войска ГО возлагаются следующие основные задачи:
- ведение общей и специальной разведки в очагах поражения, зонах заражения (загрязнения) и катастрофического затопления, а также на маршрутах выдвижения к ним;
- проведение аварийно-спасательных и других неотложных работ при ликвидации чрезвычайных ситуации (угроз чрезвычайных ситуаций) природного и техногенного характера, обеспечение ввода других сил в зоны заражения и катастрофического затопления;
- проведение санитарной обработки населения, специальной обработки техники и имущества, обеззараживания зданий, сооружений и территории;
- проведение пиротехнических работ;
- участие в проведении эвакуации населения и его первоочередном жизнеобеспечении;
- участие в проведении работ по восстановлению объектов жизнеобеспечения населения, аэродромов, дорог, переправ и других важных элементов инфраструктуры

В соответствии с Федеральным законом «О гражданской обороне» (1998), свои задачи войска ГО выполняют самостоятельно или совместно с невоенизированными формированиями ГО, а при необходимости — с Вооружёнными Силами Российской Федерации и другими войсковыми формированиями.
Указом Президента Российской Федерации № 1265, от 30 сентября 2011 года, на базе соединений, войсковых частей и организаций войск гражданской обороны сформированы спасательные войсковые формирования Министерства Российской Федерации по делам гражданской обороны, чрезвычайным ситуациям и ликвидации последствий стихийных бедствий (сокращённо — спасательные войсковые формирования).
Численность на 1 сентября 2009 года установлена в 15 000 человек. В 2012 году — 18 000 человек.

### Начальники МПВО НКВД (МВД) СССР
- 1940—1949 — В. В. Осокин — генерал-лейтенант,
- 1949—1959 — И. С. Шередега — генерал-лейтенант.

### Начальники ГО СССР
- 1961—1972 — В. И. Чуйков — Маршал Советского Союза,
- 1972—1986 — А. Т. Алтунин — генерал-полковник (до 1977), генерал армии,
- 1986—1991 — В. Л. Говоров — генерал армии,
- 1991—1991 — Б. Е. Пьянков — генерал-полковник.

## Символика
Синий равносторонний треугольник на оранжевом фоне — международный отличительный знак гражданской обороны, определяемый нормами международного гуманитарного права.

Международная эмблема гражданской обороны в разных странах
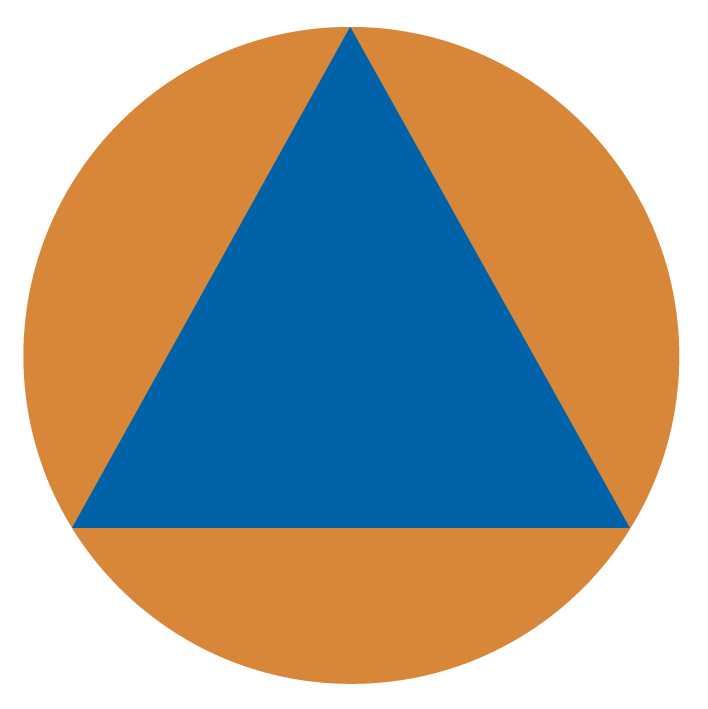
Гражданская оборона Бельгии
Гражданская оборона Республики Корея
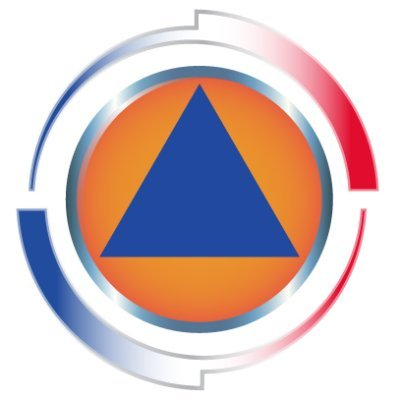
Гражданская оборона Франции
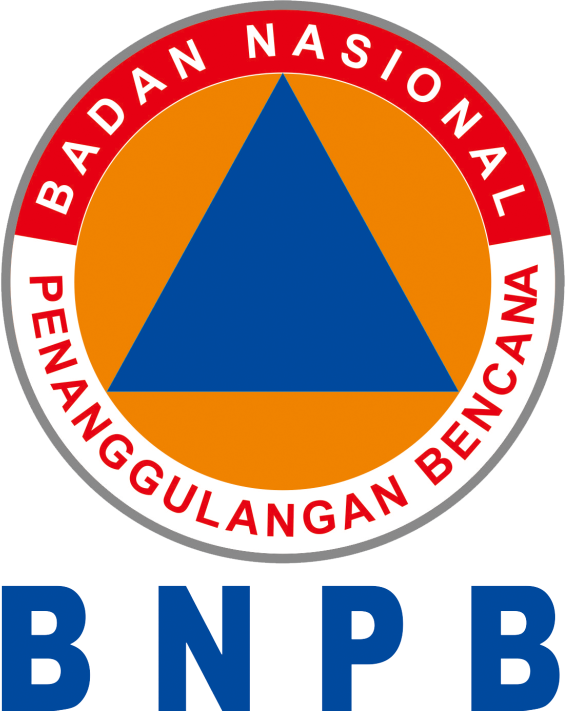
Национальное агентство по противодействию стихийным бедствиям Индонезии
Гражданская оборона Испании
Гражданская оборона Дании
Гражданская оборона Малайзии
Гражданская оборона Албании
ГКЧС Украины
МЧС России
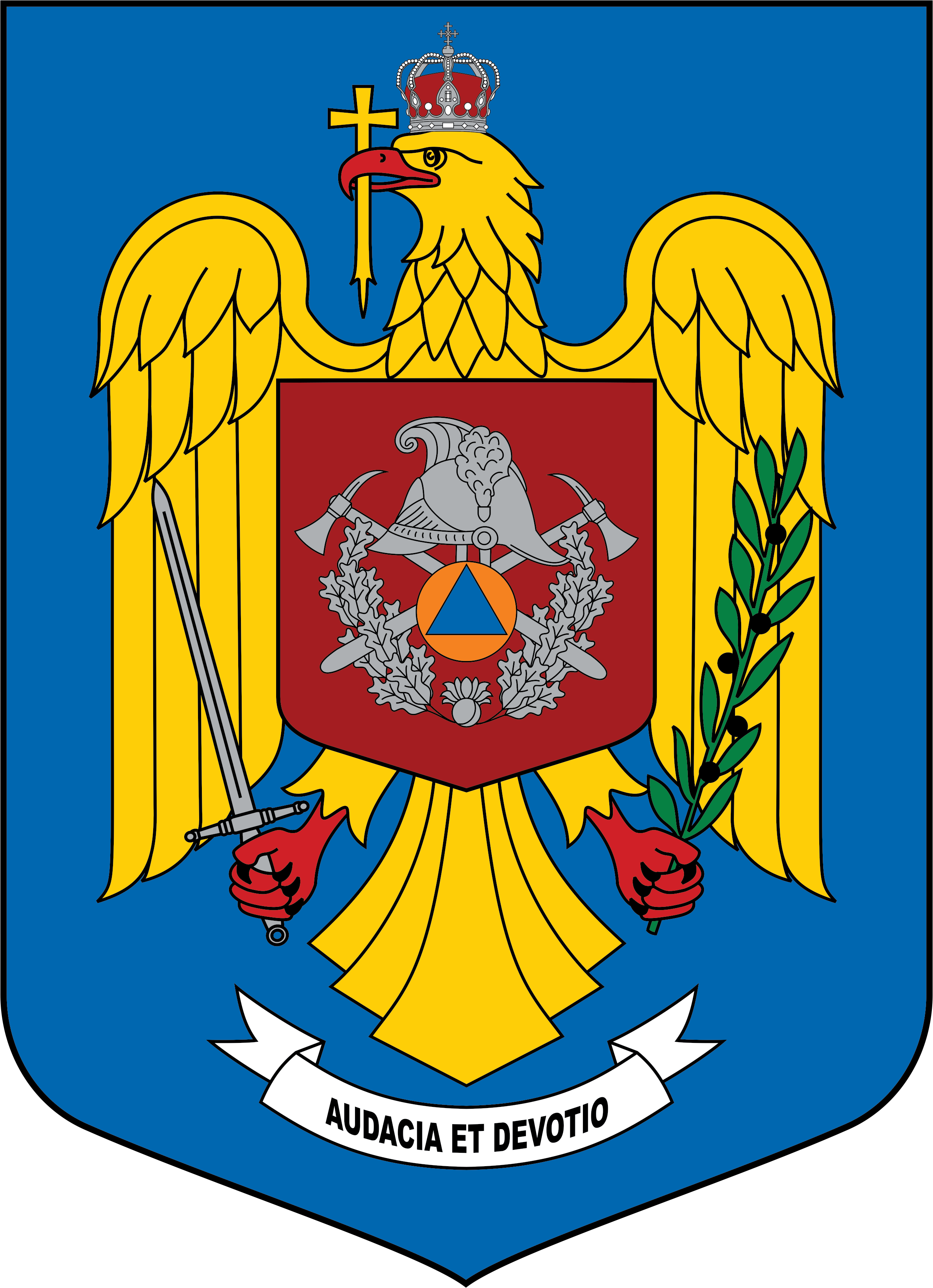
Генеральная инспекция Румынии по чрезвычайным ситуациям
Гражданская оборона США
МЧС Монголии
МЧС Азербайджана